# Бруйце (Лодзинське воєводство)
Бруйце (пол. Brójce) — село в Польщі, у гміні Бруйці Лодзький-Східного повіту Лодзинського воєводства.
Населення — 390 осіб (2011).

## Демографія
Демографічна структура станом на 31 березня 2011 року:
|          | Загалом | Допрацездатний вік | Працездатний вік | Постпрацездатний вік |
| -------- | ------- | ------------------ | ---------------- | -------------------- |
| Чоловіки | 188     | 38                 | 132              | 18                   |
| Жінки    | 202     | 38                 | 126              | 38                   |
| Разом    | 390     | 76                 | 258              | 56                   |